# Liste der Bodendenkmäler in Hurlach
Auf dieser Seite sind die Bodendenkmäler in der oberbayerischen Gemeinde Hurlach zusammengestellt. Diese Tabelle ist eine Teilliste der Liste der Bodendenkmäler in Bayern. Grundlage ist die Bayerische Denkmalliste, die auf Basis des Bayerischen Denkmalschutzgesetzes vom 1. Oktober 1973 erstmals erstellt wurde und seither durch das Bayerische Landesamt für Denkmalpflege geführt wird. Die folgenden Angaben ersetzen nicht die rechtsverbindliche Auskunft der Denkmalschutzbehörde.

## Bodendenkmäler in Hurlach
| Lage                       | Objekt | Akten-Nr.     | Bild           |
| -------------------------- | --- | ------------- | -------------- |
| (Standort)                 | Richtstätte des Mittelalters und der frühen Neuzeit. | D-1-7830-0002 |                |
| (Standort)                 | Siedlung vor- und frühgeschichtlicher Zeitstellung. | D-1-7830-0006 |                |
| (Standort)                 | Reihengräberfeld des frühen Mittelalters. | D-1-7830-0008 |                |
| (Standort)                 | Siedlung und Bestattungsplatz mit Kreisgraben vorgeschichtlicher Zeitstellung. | D-1-7830-0009 |                |
| (Standort)                 | Körpergräber der frühen Bronzezeit, Brandgräber der Urnenfelderzeit und der Hallstattzeit, Körpergräber des frühen Mittelalters sowie Siedlung vorgeschichtlicher Zeitstellung, u.a der Urnenfelderzeit, und des frühen Mittelalters. | D-1-7830-0010 |                |
| (Standort)                 | Straße der römischen Kaiserzeit (Teilstück der Trasse Augsburg–Füssen). | D-1-7830-0163 |                |
| Bergstraße 20 (Standort)   | Untertägige mittelalterliche und frühneuzeitliche Befunde im Bereich der katholischen Pfarrkirche St. Laurentius in Hurlach und ihres Vorgängerbaus.                                                                                  | D-1-7830-0165 | weitere Bilder |
| Margarethenfeld (Standort) | Untertägige spätmittelalterliche und frühneuzeitliche Befunde im Bereich der katholischen Kapelle St. Margaretha bei Hurlach. | D-1-7830-0166 |                |
| Schloßgasse 1 (Standort)   | Untertägige frühneuzeitliche Befunde im Bereich des Hofmarkschlosses von Hurlach mit vorgelagertem Wirtschaftshof, abgegangener Schlosskapelle und barocker Gartenanlage.                                                             | D-1-7830-0167 | weitere Bilder |
| (Standort)                 | Verebneter Grabhügel vorgeschichtlicher Zeitstellung. | D-1-7831-0024 |                |
| (Standort)                 | Straße der römischen Kaiserzeit (Teilstück der Trasse Augsburg–Füssen). | D-1-7930-0072 |                |